# George Loewenstein

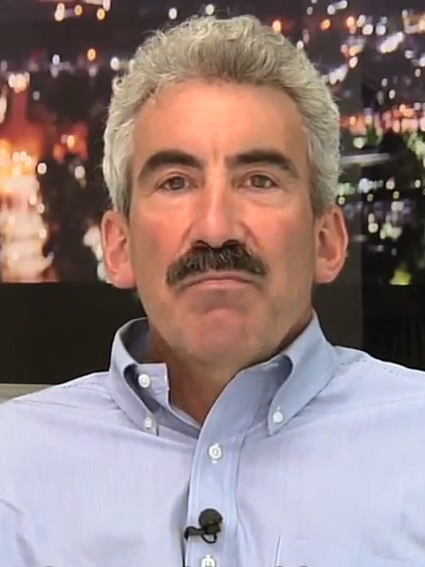
George Loewenstein (2012)

George Freud Loewenstein (* 9. August 1955) ist ein US-amerikanischer Wirtschaftswissenschaftler und Psychologe.
Loewenstein studierte an der Brandeis University mit dem Bachelor-Abschluss 1977 und wurde 1985 an der Yale University promoviert, lehrte an der University of Chicago und ist Herbert A. Simon Professor für Ökonomie und Psychologie an der Carnegie Mellon University (CMU). Er ist Ko-Direktor des Center for Behavioral Decision Research an der CMU und Direktor für Verhaltensökonomik  am Center for Health Incentives des Leonard Davis Institute der University of Pennsylvania.
Er befasst sich mit der Anwendung von Psychologie in den Wirtschaftswissenschaften (Entscheidungsprozesse und Einflüsse darauf wie Emotionen und Interessenkonflikte, Verhandlungen, Recht und Ökonomie, Wirtschaftsethik) und ist einer der Begründer der Verhaltensökonomik (Behavioral Economics und Neuroeconomics).
2017 gehörte er zu den Clarivate Citation Laureates in Wirtschaftswissenschaften. Er war unter anderem am Wissenschaftskolleg Berlin, der London School of Economics, am Institute for Advanced Study und am Center for Advanced Study in the Behavioral Sciences. Er ist Fellow der American Academy of Arts and Sciences (2008) und war Präsident der  Society for Judgment and Decision Making.
Loewensteins Mutter war die Sozialwissenschaftlerin Sophie Freud, sein Urgroßvater war Sigmund Freud, Begründer der Psychoanalyse.

## Schriften (Auswahl)
- mit S. J. Hoch: Time-inconsistent preferences and consumer self-control, Journal of Consumer Research, Band 17, 1991, S. 492–507
- mit D. Prelec: Anomalies in intertemporal choice: Evidence and an interpretation, The Quarterly Journal of Economics, Band 107, 1992, S. 573–597
- Out of control: Visceral influences on behavior, Organizational Behavior and Human Decision Processes, Band 65, 1996, S. 272–292
- mit C. K. Hsee, S. Blount, Max H. Bazerman: Preference reversals between joint and separate evaluations of options: A review and theoretical analysis, Psychological Bulletin, Band 125, 1999, S. 576
- mit E. U. Weber, C. K. Hsee, N. Welch: Risk as feelings, Psychological Bulletin, Band 127, 2001, S. 267
- mit S. Frederick, T. O’Donoghue: Time discounting and time preference: A critical review, Journal of Economic Literature, Band 40, 2002, S. 351–401
- mit Jennifer S. Lerner: The role of affect in decision making, in: R. J. Davidson u. a., Handbook of affective science, Oxford UP 2003,  S. 619–642
- mit C. Camerer u. a.: Regulation for Conservatives: Behavioral Economics and the Case for "Asymmetric Paternalism", University of Pennsylvania Law Review, Band 151, 2003, S. 1211–1254
- mit S. M. McClure, D. I. Laibson, J. D. Cohen: Separate neural systems value immediate and delayed monetary rewards, Science, Band 306, 2004, S. 503–507
- mit C. Camerer, D. Prelec: Neuroeconomics: How neuroscience can inform economics, Journal of Economic Literature, Band 43, 2005, S. 9–64
- mit D. Ariely: The heat of the moment: The effect of sexual arousal on sexual decision making, Journal of Behavioral Decision Making, Band 19, 2006, S. 87
- Herausgeber mit Colin F Camerer, Matthew Rabin: Advances in Behavioral Economics, Princeton UP 2011